# 秩父事件
秩父事件（ちちぶじけん）は、1884年（明治17年）10月31日から11月9日にかけて、埼玉県秩父郡の農民と士族が政府に対して負債の延納、雑税の減少などを求めて起こした武装蜂起事件。隣接する群馬県・長野県の町村にも波及し、数千人規模の一大騒動となった。自由民権運動の影響下に発生した、いわゆる「激化事件」の代表例ともされてきた。

## 事件の背景
江戸時代末期以来、富国強兵の大義名分のもと年々増税等が行われる中、1881年（明治14年）10月に大蔵卿に就任した松方正義によるいわゆる松方財政の影響により、現在でいうデフレスパイラルが発生し（松方デフレ）、いまだ脆弱であった日本の経済、とりわけ農業部門には深刻な不況が発生した。農作物価格の下落が続き、元来決して裕福とはいえない農産地域の中には、さらなる困窮に陥る地域も多く見られるようになっていった。
国内的には主として上記の松方財政の影響、さらには1873年（明治6年）から1896年（明治29年）ごろにかけて存続したヨーロッパ大不況のさなかに発生した1882年（明治15年）のリヨン生糸取引所（同取引所はフランスのみならず、当時欧州最大の生糸取引所のひとつであった）における生糸価格の大暴落の影響により、翌1883年（明治16年）にかけて生糸の国内価格の大暴落が発生した。
埼玉県西部・秩父地方は昔から養蚕が盛んであったが、当時の同地方の産業は生糸の生産にやや偏っており、さらには信州（長野県）など他の養蚕地域に比べてフランス市場との結びつきが強く（秩父郡内における最初の小学校はフランスの援助で設立され、そのために当時の在日フランス公使館の書記官が秩父を訪れたほどである）、上述の大暴落の影響をより強く受けることとなった。養蚕農家の多くは毎年の生糸の売上げをあてにして金を借り、食料の米麦その他の生活物資等を外部から購入していたため、生糸市場の暴落と増税等が重なるとたちまち困窮の度を深め、他の各地と同様、その窮状につけこんだ銀行や高利貸等が彼らの生活をさらに悲惨なものにしていた。
当時、明治政府は政府主導による憲法制定・国会開設を着々と準備する一方で、民権運動に対する弾圧政策を強化していた。民権派の一部にはそれに対抗する形で『「真に善美なる国会」を開設するには、圧制政府を実力で転覆することもやむなし』という考えから急進化する者も出始め、各地で対立が起きていた。
1881年（明治14年）の秋田事件、1882年（明治15年）の福島事件、1883年（明治16年）の高田事件といったいわゆる「激化事件」は、明治政府が急進的民権家の政府転覆論を口実にして、地域の民権家や民権運動に対する弾圧を行ったものとされる。彼ら急進派の政府転覆計画は結局は具現化をみるには至らなかったが、その後発生した1884年（明治17年）6月の群馬事件は、群馬県の下部自由党員が、妙義山麓に困窮に苦しむ農民を結集し、圧制打倒の兵をあげようとしたものであり、さらに同年9月に発生した加波山事件は、茨城県の加波山に爆裂弾で武装した16人の急進的な民権運動家が挙兵し、警官隊と衝突するというものであった。
とくに加波山事件は「完全なる立憲政体を造出」するため「自由の公敵たる専制政府」を打倒すると公言した武装蜂起で、政府に大きな衝撃を与えた。規模はきわめて小規模で、当面の目標も栃木県庁落成式に出席する政府高官への襲撃程度のものであったが、自由党急進派は、前年の1883年（明治16年）後半以降、圧制打倒をめざして頻繁な交流を図り、同志的結合を強めていく傾向にあった。
そんな中、従来からの路線対立や、加波山事件の処理をめぐる紛糾などから1884年10月29日（秩父事件発生の2日前）、自由党は解党決議を可決するに至っていた（その後同党は1890年に再結成されるが以後も解散・再結成・再編等を繰り返す。詳細は自由党 (日本 1890-1898)の項参照）。なお、秩父事件の指導部は蜂起時点ではこの自由党解党の情報を認知していなかったと考えられている。

## 概要

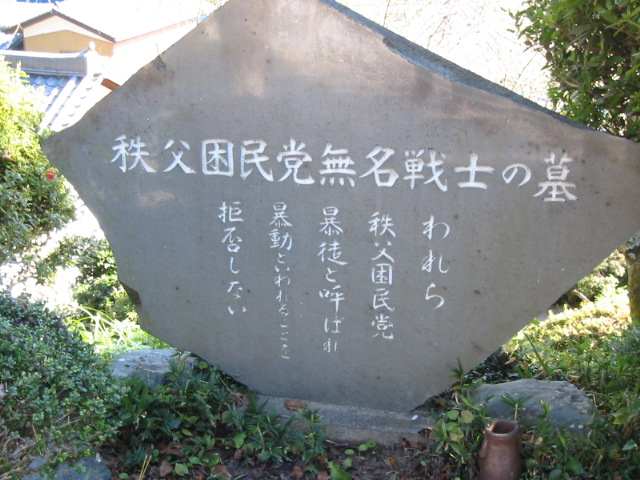
秩父困民党無名戦士の墓、事件後も「お上」に逆らった暴徒・暴動という誹りとの戦いであった（秩父市）

秩父地方では、自由民権思想に接していた自由党員らが中心となり、増税や借金苦に喘ぐ農民とともに「困民党（文献により、秩父困民党・秩父借金党・負債党とも）」を組織し、1884年（明治17年）8月には2度の山林集会を開催していた。そこでの決議をもとに、請願活動や高利貸との交渉を行うも不調に終わり、租税の軽減・義務教育の延期・借金の据え置き等を政府に訴えるための蜂起が提案され、大宮郷（埼玉県秩父市）で代々名主を務める家の出身である田代栄助が総理（代表）として推挙された。蜂起の目的は、暴力行為を行わず（下記「軍律」参照）、高利貸や役所の帳簿を滅失し、租税の軽減等につき政府に請願することであった。
自由党解党2日後の10月31日、下吉田（旧吉田町）の椋神社において決起集会が行われ、蜂起の目的のほか、役割表や軍律が制定され（下記参照）、蜂起が開始された。早くも翌11月1日には秩父郡内を制圧して、高利貸や役所の書類を破棄した。
しかし、当時既に開設されていた電信により、いち早く彼らの蜂起とその規模を知った政府は、上野駅から特別列車を仕立てて警察隊・憲兵隊を送り込むが苦戦し、最終的には東京鎮台の鎮台兵を送り郡境を抑えたため、11月4日に秩父困民党指導部は事実上崩壊、鎮圧された。
一部の急進派は、長野県南佐久郡北相木村出身の自由党員で、代言人の菊池貫平を筆頭とし、さらに農民を駆り出して十石峠経由で信濃国に進出したが、その一隊も11月9日には佐久郡東馬流（現小海町の馬流駅付近）で、高崎鎮台兵と警察部隊の攻撃を受け壊滅した。その後、おもだった指導者・参加者は、各地で次々と捕縛された。この事件で警察官5人が殉職した。
事件後、約1万4千名が処罰され、首謀者とされた田代栄助・加藤織平・新井周三郎・高岸善吉・坂本宗作・菊池貫平・井上伝蔵の7名には、死刑判決が下された（ただし、井上・菊池は欠席裁判での判決。井上は北海道に逃走し、1918年にそこで死去した。菊池はのち甲府市で逮捕されたが、終身刑に減刑され、1905年出獄し、1914年に死去）。

## 困民党軍の組織
決起の当日に椋神社で発表された役割表と軍律

### 役割表（部分）
| 役割             | 出身           | 姓名       |
| ---------------- | -------------- | ---------- |
| 総理             | 大宮郷         | 田代栄助   |
| 副総理           | 石間村         | 加藤織平   |
| 会計長           | 下吉田村       | 井上伝蔵   |
| 会計長           | 上日野沢村     | 宮川津盛   |
| 同兼大宮郷小隊長 | 大宮郷         | 柴岡熊吉   |
| 参謀長           | 北相木村       | 菊池貫平   |
| 甲大隊長         | 男衾郡西ノ入村 | 新井周三郎 |
| 同副             | 風布村         | 大野苗吉   |
| 乙大隊長         | 下吉田村       | 飯塚森蔵   |
| 同副             | 下吉田村       | 落合寅市   |

他に秩父郡各村小隊長・兵糧方・軍用金集方・弾薬方・銃砲隊長・小荷駄方・伝令使などの役割があった。

### 軍律
- 第一条 私ニ金品ヲ掠奪スル者ハ斬
- 第二条 女色ヲ犯ス者ハ斬
- 第三条 酒宴ヲ為シタル者ハ斬
- 第四条 私ノ遺恨ヲ以テ放火其他乱暴ヲ為シタル者ハ斬
- 第五条 指揮官ノ命令二違背シ私ニ事ヲ為シタル者ハ斬

（古林安雄 『秩父事件 自由困民党の戦い』 埼玉新聞社 2014年 p.52）

### 「自由自治元年」
蜂起中に困民党メンバーやその同調者は「自由自治元年」という私年号を用いた。

## 備考
- なお、『秩父事件史料集成』の編纂に参加した歴史学者の色川大吉は、当時の明治政府側の公文書の分析によって、明治政府が西南戦争に準じた「反乱」として認識していた事実を指摘している[要出典]（なお、取調調書には参加者の最終的な目標が「天朝様（天皇）を倒す」ことであるとする自白があったとする記述がある）[要出典]。また、佐藤政憲は「秩父事件は貧しいから起きたのではなく、段々豊かになるときにつぶされたところに秩父農民の怒りがある」と指摘している。[要出典]
- 事実上、11月4日をもって困民党の組織的抵抗は終わったが、5日にも散発的戦闘はあり、小早川坂本間道（東秩父から小早川）では、困民党の残党40名が木砲と石弾を使用した（後述書 p.139）。花火用の木砲（竹輪と縄で固定されたもの）に車輪（荷車）をつけたもので、三沢村にさしかかった警察隊に砲撃したが、弾が視認できるため、警察隊にかわされた上に、2発目で砲身が破裂し、弾が後ろに発射されたため、農民3名が死亡し、3名が捕まっている[2]。当時を報じた「改進新聞」の挿絵には、木砲の大きさを、「丈4尺余り、口径4寸5分余り」と記している（古林安雄 『秩父事件 自由困民党の戦い』 埼玉新聞社 2014年 p.75）。
- 11月3日の戦闘では、憲兵隊のピストル音が聞こえるのみで、スペンセル銃は発射されず、銃弾が出ないと兵士は困惑したが、携行した弾丸が西南戦争の頃に官軍が使用した古い弾丸で腐っていたため、発射される勢いがなく、撤退している[3]。

## 秩父事件を題材とした作品
小説
- 西野辰吉 『秩父困民党』（大日本雄弁会講談社、1956年）
- 徳永真一郎 「秩父事件」（『明治の逆徒』所収、毎日新聞社、1982年）

版画
- 羽田信弥 作/中沢市朗 文『峠の叫び 秩父事件の風土と群像』（光陽出版社、2002年） ISBN 4876623163

映画
- 『草の乱』（神山征二郎監督、2004年）

テレビドラマ
- 大河ドラマ『獅子の時代』（NHK、1980年）
主人公の一人である元会津藩士平沼銑次（架空の人物。演：菅原文太）は北海道の監獄を脱走後秩父に流れ着き、秩父困民党に参加する。彼の目を通してみた秩父事件が、もう一人の主人公である苅谷嘉顕（演：加藤剛）の目から見た明治憲法制定の過程と共に、ドラマの終盤展開の主軸となる。

漫画
- 安彦良和『王道の狗』
- 『劇画・秩父事件』（森哲郎、1977年）

演劇
- 『秩父の野分』（劇団はぐるま座、1961年）
- 『野火』（劇団はぐるま座、1967年）
- 『山の背の空 ～秩父れぼるーしょん～』(劇団埼芸、2019年)

オペラ
- 『秩父晩鐘』（作・台本：小田健也　作曲：池辺晋一郎　全２幕　1988年初演）
（オペラ彩 、2022年上演）総合プロデューサー：和田タカ子　演出：直井研二　指揮：神田慶一

## 資料館

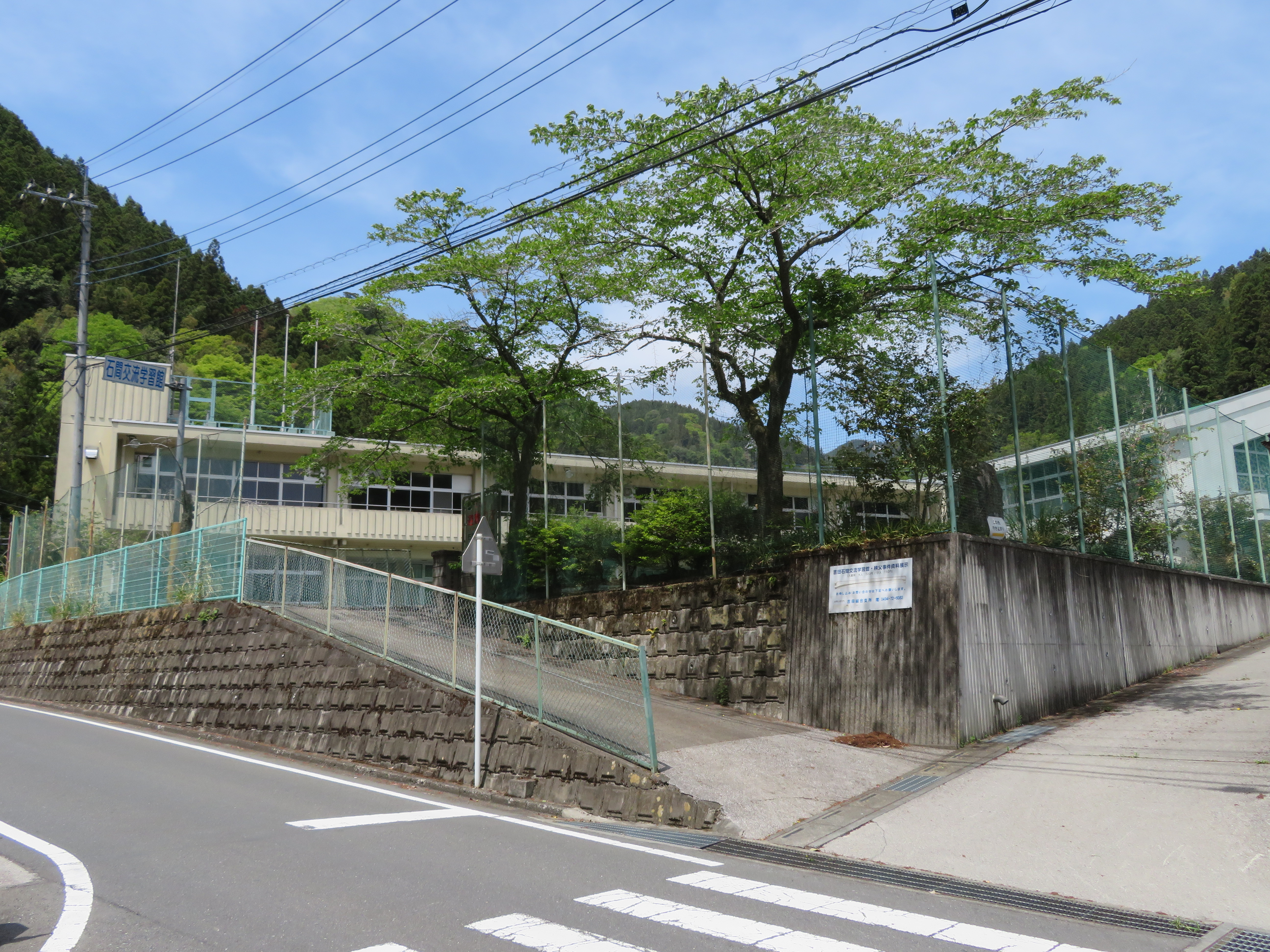
石間交流学習館

- 秩父事件資料館 - 埼玉県秩父市吉田久長、道の駅「龍勢会館」隣接。映画『草の乱』撮影時の井上伝蔵邸（商家「丸井」）セット。
- 石間交流学習館 - 埼玉県秩父市吉田石間2620-1、旧吉田町立石間小学校。